# Kusken
Kusken (eng. Auriga, latin genitiv Aurigae forkortet Aur) er et stjernebillede på den nordlige himmelkugle. Stjernebilledet var mellem de 48 konstellationer i Ptolemæus liste fra det andet århundrede og symboliserer en stridsvogn. Kusken dækker et areal på 657 kvadratgrader på den nordlige himmelhalvkugle og kan iagttages i sin helhed nord for 34°S. Den mest prominente stjerne er Capella, der er en af de klareste stjerner på nattehimlen.